# Дене (Мен и Лоара)
Дене (фр. Denée) насеље је и општина у западној Француској у региону Лоара, у департману Мен и Лоара која припада префектури Анже.
По подацима из 2011. године у општини је живело 1401 становника, а густина насељености је износила 89,81 становника/km². Општина се простире на површини од 15,6 km². Налази се на средњој надморској висини од 30 метара (максималној 90 m, а минималној 12 m).

## Демографија
| 1962. | 1968. | 1975. | 1982. | 1990. | 1999. | 2011. |
| ----- | ----- | ----- | ----- | ----- | ----- | ----- |
| 789   | 845   | 931   | 1.079 | 1.235 | 1.391 | 1.401 |

График промене броја становника у току последњих година